# كايل ميرفي
كايل ميرفي (بالإنجليزية: Kyle Murphy)‏ (11 ديسمبر 1992 في الولايات المتحدة - ) هو لاعب كرة قدم أمريكي في مركز الهجوم. لعب مع Rio Grande Valley FC Toros ‏.

## وصلات خارجية
- كايل ميرفي على موقع قاعدة بيانات كرة القدم.إي يو (الإنجليزية)
- كايل ميرفي على موقع Soccerway.com (الإنجليزية)